# Bunomys fratrorum
Bunomys fratrorum és una espècie de mamífer rosegador de la família dels múrids. És endèmica de la península septentrional de Sulawesi (Indonèsia), on viu a altituds d'entre 100 i 1.982 msnm. Es tracta d'un animal nocturn. El seu hàbitat natural són les selves tropicals perennifòlies, tant de plana com montanes. Està amenaçada per la mineria d'or i l'expansió dels camps de conreu. Aquest tàxon fou anomenat en honor del zoòleg, etnòleg i funcionari britànic Charles Hose i el seu germà Ernest.